# New Austrian Tunnelling Method
De New Austrian Tunnelling Method of NATM (Duits: Neue Österreichische Tunnelbaumethode) is een tunnelbouwmethode voor harde rots, die gebruikmaakt van de geotechnische omstandigheden en drukverdelingen van de omringende rots van de tunnelconstructie. Deze methode is tussen 1957 en 1965 in Oostenrijk ontwikkeld door Ladislaus von Rabcewicz, Leopold Müller en Franz Pacher.

## Principes
De NATM is gebaseerd op de kennis van het gedrag van rotsmassa's onder druk en de registratie daarvan, samen met de constante monitoring van de aan te leggen constructie. NATM is geen specifieke set regels maar kan beter opgevat worden als een verzameling richtlijnen, zeven stuks in totaal:
- Gebruik van de sterkte van de rotsmassa - hier is de NATM gebaseerd op de inherente sterkte van de omringende rots als deze ingezet wordt als belangrijkste tunnelelement.
- Het gebruik van shotcrete - het losraken van stukken tunnelwand moet geminimaliseerd worden. Een dunne laag shotcrete, direct na uitgraving aangebracht, zorgt hiervoor.
- Metingen - elke vervorming in de uitgraving moet geregistreerd worden. Geavanceerde meetapparatuur wordt in de tunnelbekleding, in de grond en in het boorfront aangebracht om constant alles te monitoren.
- Flexibele ondersteuning - in plaats van steeds dikkere wanden van shotcrete aan te brengen wordt er gebruikgemaakt van actieve ondersteuning; draadstaal, stalen ribben en rotspennen.
- Altijd een complete tunnelboog - het is belangrijk dat de tunnelboog altijd compleet is en de krachten die erop uitgeoefend worden te allen tijde kan afdragen aan de vloer.
- Contractuele afspraken - aangezien de NATM gebaseerd is op metingen en monitoring, zijn veranderingen in de ondersteunings- en constructiemethoden goed mogelijk, mits afgesproken in de contracten.
- Classificatie van de rotsmassa bepaalt de ondersteuningsmaatregelen - er is een standaard klasseverdeling voor tunnels en hun corresponderende ondersteuning. Dit zijn richtlijnen.

Doordat de wanden, de vloer en het boorfront bij NATM constant gemonitord worden, kan er op elk moment een aanpassing in de graafmethode plaatsvinden. Dit maakt de NATM een erg flexibele en kostefficiënte tunnelbouwmethode.